# Marc Hautefeuille
Marc Gilbert Paul Hautefeuille, né le 1er janvier 1852 à Cormelles-le-Royal en Normandie, et mort le 29 novembre 1923 à Paris, était un officier supérieur de marine français. On se souvient surtout de lui pour sa capture audacieuse de Ninh Bình alors qu'il servait comme jeune aspirant sous les ordres du lieutenant de vaisseau Francis Garnier pendant l'expédition française au Tonkin fin 1873.

## Biographie

### Naissance et famille
Marc Gilbert Paul Hautefeuille est né le 1er janvier 1852 à Cormelles-le-Royal dans le Calvados près de Caen. Il est le fils de Marc Alphonse Hautefeuille et de Victoire Rousselle. Il a un frère né en 1854, qui semble lui aussi s'être engagé dans la marine et est devenu chevalier de la Légion d'honneur. De sa famille, on ne sait pas grand chose. Il entre à l'école navale en 1868.

### La marine

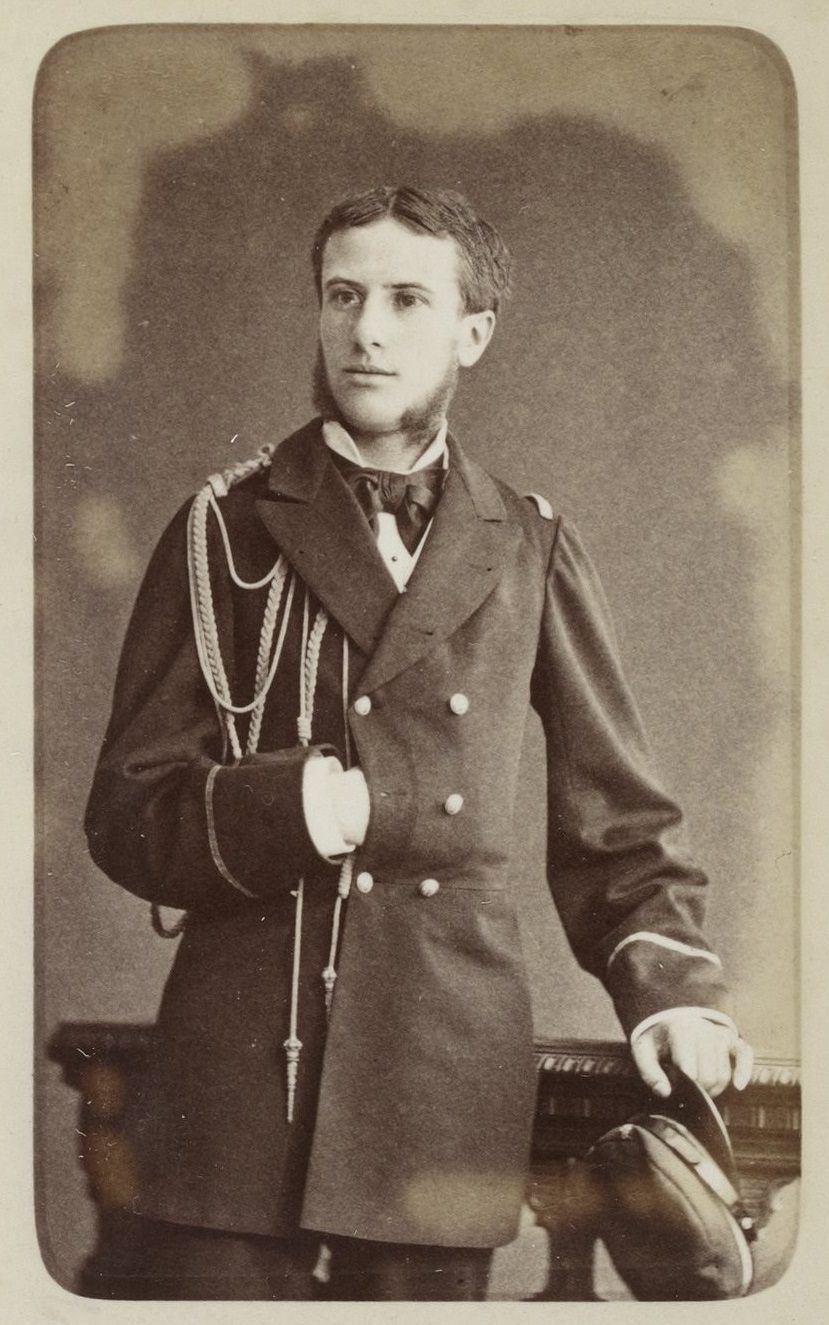
Hautefeuille en 1874 au retour du Tonkin

Il fait ses débuts en 1870 lors de la guerre franco-allemande de 1870. À la suite de son bon comportement, il est nommé aspirant. Il va s'illustrer en 1873 en Indochine lors de l'expédition Garnier et principalement lors de la capture de Ninh Bình où avec seulement huit hommes et une canonnière il va s'emparer de la forteresse de Ninh Bình alors défendue par 2 000 hommes. Son courage et sa bravoure lui vaudront l'admiration de son supérieur Garnier qui mourra quelque temps plus tard lors de la seconde bataille d'Hanoï fin 1873. Il participe aussi à la capture de Hanoï lors de la Bataille d'Hanoï. Pour ses éclats au Tonkin, il sera fait chevalier de la légion d'honneur, qu'il recevra qu'en 1881. En 1874 il est transféré sur le cuirassé Guyenne où il combat au Gabon. Il est ensuite nommé commandant par intérim du Marabout et participe à la Conquête de la Tunisie. En 1881 il est nommé lieutenant de vaisseau, puis en 1882 il est aide de camp de l'amiral Émile Zédé. Il retourne au Tonkin où il se distingue lors de la  campagne de Bac Ninh, à Hang Hoa, il sera fait officier de la légion d'honneur à 32 ans. En 1890 il commande l'aviso L'Ardent au Sénégal, puis est envoyé à Saint-Pétersbourg. Il devient en 1896 capitaine de frégate en poste sur le contre-torpilleur La Hire. De 1901 à 1904 il est stationné en Algérie française à Oran où il a de mauvais contacts avec le régiment de Zouaves et déclenchera plusieurs duels. En 1903 il devient capitaine de vaisseau et commande le croiseur Catinat, il part en 1905 pour l'océan Pacifique où il stationne à Tahiti. Le 11 juillet 1909 il est nommé contre-amiral et cesse ses fonctions en mars 1911.

### Monaco et Mort
En 1909, le prince Albert Ier, avec qui Hautefeuille s'était lié d'amitié alors qu'ils combattaient ensemble pendant la guerre franco-prussienne, le nomme gouverneur général de la principauté, espérant qu'il puisse apaiser les tensions croissantes dans la petite nation. Cependant, la politique particulière de Hautefeuille a en fait aggravé la colère populaire et après un an, il a dû s'enfuir par une fenêtre la nuit alors qu'une foule en colère s'était rassemblée devant le palais. Le 2 février 1911, Albert décerne à Hautefeuille l'ordre de Saint-Charles.
Hautefeuille s'installe ensuite dans le 17e arrondissement de Paris, où il mène une vie bourgeoise aux côtés d'anciens combattants à la retraite de la Marine jusqu'à sa mort en 1923.

### Décoration
- Légion d'honneur
- Ordre de Saint-Charles